# اسپریا
اسپریا (به ایتالیایی: Esperia) یک منطقهٔ مسکونی در ایتالیا است که در استان فروزینونه واقع شده‌است.

## خصوصیات
اسپریا ۱۰۸٫۷ کیلومترمربع مساحت و ۳٬۹۸۸ نفر جمعیت دارد و ۳۷۰ متر بالاتر از سطح دریا واقع شده‌است.